# Khu Urluk

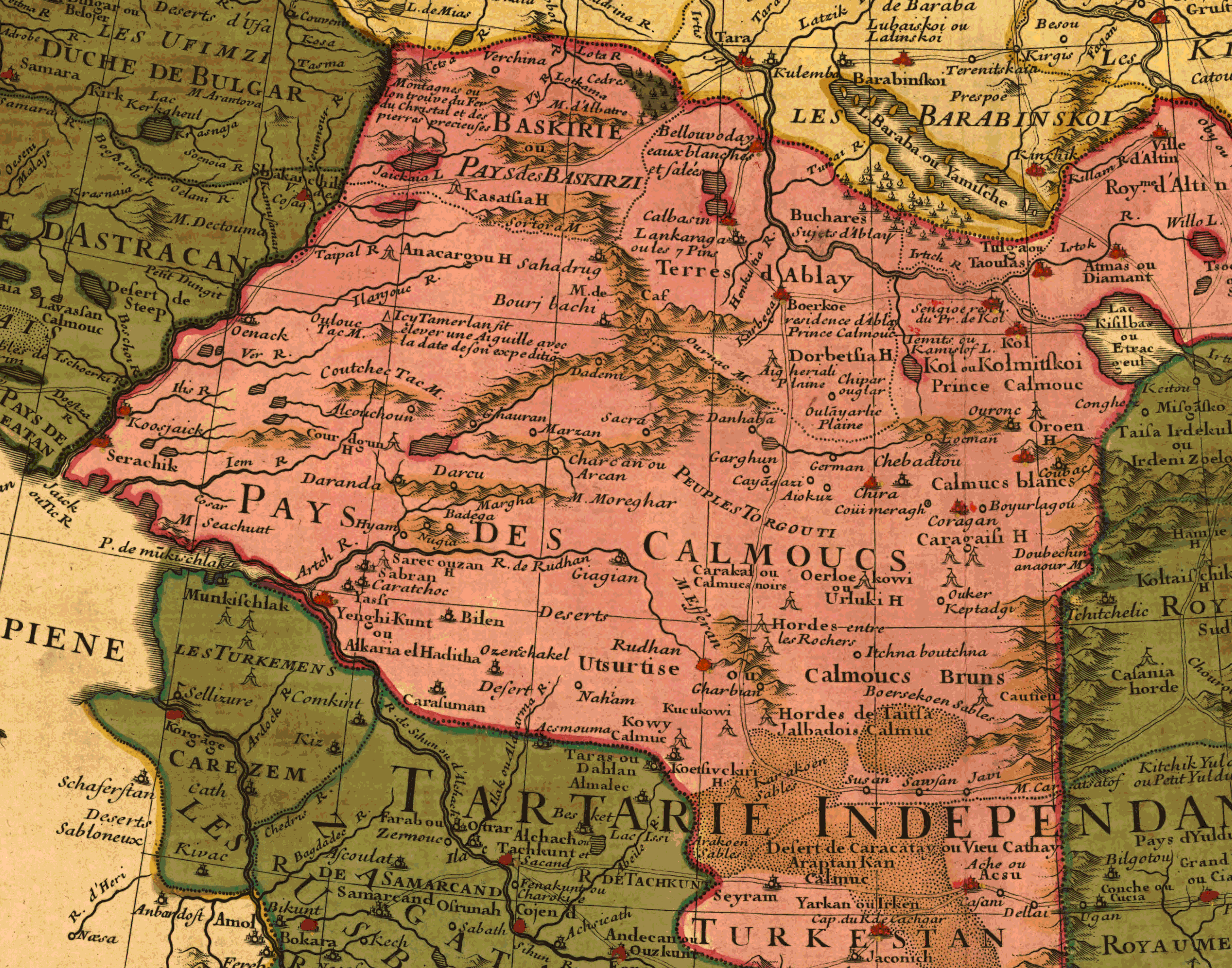
Das Kalmücken-Khanat in der Carte de Tartarie von Guillaume Delisle, 1706

Khu Urluk (Namensvarianten unter anderem: Örlük Sulsega, Boro Orölok, Kho Orluk; * um 1580; † 1644) war ein Prinz (Tayishi) der Oiraten, speziell ihrer Untergruppe der Torguten (Torghuud), die bei ihrer Westwanderung unter dem Begriff Kalmücken (Khalmakh, Kalmyk) bekannt wurden.

## Leben

### Rahmenbedingungen
Eine Reihe von Niederlagen gegen die Fürsten der Mongolen (z. B. 1577 gegen Abdai Khan († 1588) von den Khalka) stellte die Oiraten-Stämme am Ende des 16. Jahrhunderts vor die Alternative der Unterwerfung oder Abwanderung. Viele ihrer Anführer lebten zu dieser Zeit am Irtysch verstreut, und 1603 durchstreiften ihre Spähtrupps bereits das Land bis zum Khanat Chiwa am Aralsee, vermieden aber größere Auseinandersetzungen. Interne Streitigkeiten bei den Mongolen-Fürsten gaben den Oiraten im frühen 17. Jahrhundert zwar noch einmal Luft, und sie konnten sich 1606, 1623 und 1628/1629 siegreich gegen die Khalka behaupten. Dennoch wurde die Abwanderung unabwendbar notwendig.

### Suche nach neuen Weidegebieten
Khu Urluk sandte 1606 Botschafter zu den Russen und bat um die Erlaubnis, entlang der russischen Grenze an den Flüssen Ischim und Kamyschlowka (bei Kamyschlow) zu streifen, mit der Stadt Tara (am Irtysch) Handel zu treiben und Botschafter auszutauschen. Als Moskau in Unkenntnis der Situation aber seine Unterwerfung forderte, ließ er die Botschafter hinrichten. Zu dieser Zeit (um 1608) hatte Khu Urluk nur fünf Lager und 4.000 Menschen hinter sich, verbündete sich aber durch die Heirat seiner Schwester mit Dalay-Bagatur, einem Tayishi der Derbet (Dörböd). Diese Heiratsallianz verschaffte Dalay die Macht bei den Derbet und erlaubte es Khu Urluk, mit dessen Unterstützung weiter westwärts vorzustoßen. Sie übernahmen große Gebiete des 1598 von den Russen zerschlagenen Khanats Sibir, und eine Tochter Khu Urluks heiratete 1620 Ishim Khan, Kütschüms Sohn.

### Abzug der Nogaier
Als mehrere Versuche einer Übereinkunft mit den Russen ebenso wenig Wirkung zeigten wie Angriffe auf russische Städte in Sibirien (zum Beispiel 1615 auf Tara, Tjumen und Tobolsk), konzentrierten sich die Tayishis auf die Nogaier, tatarische Vasallen Russlands am Ural-Fluss. Ein erster Feldzug gegen diese diente 1608 noch der Erkundung, ein anderer folgte 1613. Es zeigte sich, dass die Nogaier nicht standhielten, sie flohen schnell und ersuchten in Astrachan um Hilfe.
Zehn Jahre später war Khu Urluks Gruppe aufgrund der beständigen Expansion (und der Aufnahme anderer flüchtiger Oiraten) angewachsen: Er verfügte über 12.000 Reiter, sein Sohn Daichin über weitere 10.000. Der Nogaier Kanabey Mirza stellte sich 1632 auf ihre Seite und schlug einen gemeinsamen Angriff auf Astrachan vor. Daraufhin rückten Khu Urluks Söhne Daichin und Louzang (Lubsan) dorthin vor und schlossen die Nogaier und Russen (Musketiere aus Astrachan) 1633 am Bol'shoi Uzen-Fluss zwischen Wolga und Ural-Fluss ein. Die Nogaier versprachen Gefolgschaft. Viele von ihnen entschlossen sich aber aufgrund der repressiven Haltung des Astrachaner Gouverneurs zur Flucht und zogen 1635 über die Wolga nach Asow ab.

### Zerfall der Oiraten-Allianz
Die Oiraten machten mehrere Versuche, den inneren Frieden zu wahren. So beriefen sie 1616/1617 und 1640 große Versammlungen ihrer Prinzen ein, beschlossen dabei ein gemeinsames Vorgehen gegen die Khalka oder erließen Verordnungen, erreichten aber keine bleibende Zusammenarbeit unter den beteiligten Stämmen. Nach der endgültigen Niederlage der Nogaier war Khu Urluks bisheriger Verbündeter Dalay-Bagatur Tayishi († 1637) über dessen Machtzuwachs besorgt und zwang diesen im Bunde mit einigen Kasachen-Führern 1635 zum Abzug. Khu Urluk zog mit nunmehr etwa 20.000 Mann vom Tobol und Ischim aus westwärts zu Daichin (10.000 Mann) an die Emba. Trotz der Verordnungen, Absprachen und Heiratsallianzen beim Treffen am Imil-Fluss 1640 (an dem auch Khu Urluk und seine Söhne Daichin und Elden teilnahmen, und sogar die Khalka) setzten die bisherigen Verbündeten ihre Übergriffe fort.

### Tod Khu Urluks
Die Ablösung der Nogaier durch die Kalmücken veränderte das politische Gleichgewicht in Osteuropa. Diese bedrohten nun sämtliche Landstriche zwischen Samara (1643) und Buchara (1639) mit Raubzügen. Allein die Nachricht von ihren Kriegsvorbereitungen veranlasste 1636/1637 die Nogaier von Asow zur Flucht über den Don. Der Handel des Zarenreiches mit seinen Nachbarn wurde in den 1630ern und 1640ern schwer gestört. Moskau sandte Verstärkungen (Musketiere) nach Astrachan, arrestierte dort unzuverlässige Stammesführer, erneuerte und konstruierte Befestigungslinien und sprach sich anscheinend sogar mit dem Krimtataren-Khan gegen die Kalmücken ab.
Im Sommer 1643 überquerten die Kalmücken mit über 10.000 Mann die Wolga, denn Khu Urluk wollte zusammen mit seinem Sohn Louzang und seinem Enkel Dayan-Erke die Nogaier am Terek und Kuban angreifen. Ihre Truppen spalteten sich bei der Verfolgung der Nogaier auf, Khu Urluk selbst überschritt den Terek und drang in den Nordkaukasus vor. Dort wurde er von den Kabardinern – mit Musketen bewaffneten Tscherkessen – unter Alayuk, verstärkt von Nogaiern und Krimtataren, in einem Bergpass eingeschlossen und samt einem Sohn und zwei Enkeln getötet. Auch die Russen ergriffen ihre Chance und überfielen die Kalmücken beim Rückzug über die Wolga und noch einmal am Ural-Fluss.